# Islands fiskeri
Islands fiskeri har gamle traditioner, men Islands rolle som fiskerination begyndte først fra omkring midten af det 19. århundrede og skete i takt med, at urbaniseringen slog igennem på øen. Ikke kun voksede fiskeriets betydning for den islandske økonomi, men der skete tillige en samling af fiskeriet i større bebyggelser, hvor det skiftede fra at have været en binæring til at blive en hovednæringsvej. Det er blevet sagt, at fiskeri "var det "bygrundende" erhverv par excellence". Det hører med til fiskeriets betydning, at det skabte grundlag for en fisketilvirkningsvirksomhed, ikke mindst for kvinderne.

## Baggrunden
Landbrug var endnu frem til århundredeskiftet Islands hovednæringsvej, skønt dets betydning i forhold til fiskerierne gik meget tilbage fra midten af det 19. århundrede: i 1850 levede 82 % af landbrug og 7 % af fiskeri; i 1890 levede 64 % af landbrug, 18 % af fiskeri; i 1910 levede 51 % af landbrug, 19 % udelukkende af fiskeri, og denne forrykning i forholdet mellem landbo- og fiskerbefolkning fortsatte i løbet af det 20. århundredes første del.

## Udviklingen frem til 1. verdenskrig
Fiskeriet sysselsatte omkring 1920 omtrent 16.000 mennesker. Før var fiskeriet især blevet drevet på Vestlandet, hvor torskefiskeri blev drevet om vinteren og om foråret, i Faksebugten og ved Isafjorddybet, men efterhånden blev der også drevet betydelige fiskerier på Nord- og Østlandet og andre steder. Den største del af fiskeriet dreves tidligere kun med åbne småbåde, og det var en farlig levevej i så stormfulde farvande. Ved Faksebugten blev fiskeriet drevet mest om vinteren, og da vejret ved kysten altid var meget stormfuldt, druknede der derfor også en mængde fiskere ved Island: i årene 1850—1877 (med undtagelse af 1853 og 1875, hvorfra der ingen beretninger haves) druknede der på Island 2.008 mennesker, der omkom i disse år således 3 % af alle dem, der døde, ved drukning; af disse folk druknede 60 % i marts måned. I årene 1881—1910 druknede 2.096 eller 11,2 af hver 10.000 mennesker.
Ved Faksebugten brugtes mindre både med 4—6 mands besætning, på Vestmannøerne og sydkysten, hvor brændingen er meget stærk, større både med 15—20 mand. Allerede i 1860-erne var der mange dæksfartøjer, der overvejende fiskede havkal, men efterhånden tiltog torskefiskeriet i betydning. De fleste skibe ejedes af forretninger, hvis velstand og armod vekslede med de skiftende fangstudbytter. Havkalen havde allerede før 1860 fået en vigtig rolle på Nordlandet, men den skulle få endnu større betydning omkring 1890, da dæksfartøjerne til dette fiskeri ejedes af forretninger i Akureyri og Siglufjördur. Fra omkring 1880 fik torskefangst og klipfisk stigende betydning, og Akureyris udvikling blev ganske styret af torskefangst fra dæksfartøjer, især omkring 1900. I årene omkring 1. verdenskrig begyndte man at lægge sig efter fiskeri med større dæksfartøjer, med motorbåde og damptrawlere, og den islandske fiskerflåde voksede meget betydeligt i begyndelsen af det 20. århundrede. Før verdenskrigen drev en mængde fremmede fartøjer fiskeri om sommeren ved den islandske kyst, årligt kom der op til landet 3—400 franske sejlkuttere med 5—6.000 mands besætning og desuden en del sejlfartøjer fra Norge, England, Amerika og andre lande; desuden drev færingerne en stor del af deres fiskeri ved Island dels fra kuttere, dels fra både. Kort før århundredeskiftet begyndte udenlandske dampfartøjer, trawlere og linjefiskere fra England, Tyskland og flere andre lande at besøge de rige fiskebanker ved Island, og deres antal voksede med hvert år, indtil de forsvandt under krigen. En god indtægtskilde for Island var sildefiskeriet, som især blev drevet ved nord- og østkysten. Efter 1880 dreves sildefangsten især af nordmænd, men fra begyndelsen af det 20. århundrede tog islænderne selv ivrig del deri, og også svenskerne begyndte at fiske sild deroppe. I Reykjavik blev der oprettet søassuranceselskaber og en navigationsskole, og der og andre steder fandtes is- eller frysehuse, hvori man blandt andet opbevarede sild, der er det bedste agn for torsken.
Siden begyndelsen af det 20. århundrede gjorde de islandske fiskerier meget betydelige fremskridt. Kystfiskeriet med åbne både aftog, mens havfiskeriet med større, søgående fartøjer tiltog. I årene 1900—1905 fandtes på Island gennemsnitlig 148 dæksfartøjer, i 1905: 169 med 8.252 tons drægtighed og 2.318 mands besætning, i 1906: 173 skibe med 8.176 tons og 2.190 mands besætning. Af åbne både af ulige størrelse fandtes 1901—1905 gennemsnitlig 1.993 stk, 1906 1.785 med 2.961 tons drægtighed og 7.400 mands besætning; siden 1. verdenskrig begyndte fiskerne at anskaffe sig mange motorbaade. I 1914 var disses antal 400, i 1915: 391; robådene, hvis antal ved 1900 var ca. 1.900, var gået ned til 986 i 1914, og 1.121 i 1915. Samtidig var de søgående fiskerskibes antal meget forøget. Af disse fandtes i 1915: 95 sejlskibe, 40 motorskibe, 20 damptrawlere og 6 dampfiskerskibe, i det hele 161 fiskerskibe med 11.018 tons drægtighed og 2.365 mands besætning, mens motor- og robåde under 12 tons drægtighed havde en besætning på 7.083 mand. Fiskeriets udbytte voksede meget betydeligt: På åbne både fiskedes 1897—1900 gennemsnitligt årligt 10,6 mio. fisk, i 1914: 13,6 mio., på dæksfartøjer 1897—1900 4,2 mio. fisk, i 1914: 10,7 mio. Hele fiskeudbyttet var 1897—1900 gennemsnitlig 14,9 mio., i 1915: 23,7 mio. stk, der vejede 55,3 mio. kg. I årene 1849—1855 udførtes gennemsnitligt årligt l 1/2 mio. kg fisk, i 1891—1894: 11 mio. kg. Desuden fiskedes i 1914 63,314 hl og i 1915 140854 hl sild.
På grund af lave tranpriser før 1. verdenskrig gik havkalfangsten stadig tilbage, 1897—1900 fik man gennemsnitligt årligt 16.982 hl havkallever men i 1914 kun 1.787 hl og i 1915 2.206 hl. Derimod var udbyttet af torskelever stadigt voksende: 1897—1900 fik man af denne vare gennemsnitligt årligt 7.006 hl, og i 1914 fik man 24.230 hl og i 1915 28.911 hl. De udførte fiskeriprodukter havde i 1894 en værdi af 3,8 mio. kr., i 1901 en værdi af 5 mio. kr eller 55,7 % af alle udførte varers værdi, i 1914 var værdien 15,2 mio. kr eller 73 % af alle udførte varers værdi. Af laks og foreller fiskedes 1897—1900 gennemsnitlig henholdsvis 2.857 og 249.200 stk, i året 1915 11.976 stk laks og 444.900 stk foreller.

## Fiskeriet i mellemkrigstiden
Mellemkrigstiden udgjorde en turbulent periode for islandsk fiskeri med store udsving i virksomheden.

### Fiskerne
Antallet af fiskere voksede fra 17.947 i 1920 til 23.395 i 1930, en fremgang på 5.448 fiskere svarende til 30,4% på ti år i forhold til antallet i 1920.

### Fiskeflåden
Antallet af fartøjer i den islandske fiskeflåde var stigende i løbet af mellemkrigstiden, omend med udsving. En mærkbar ændring var, at sejlskibe hurtigt forsvandt helt ud af flåden. Antallet af dampskibe forblev på et beskedent niveau: andelen voksede fra ca. 15% i 1921 til ca. 20% i 1937.
| Fiskeflåden (antal) | 1921 | 1922 | 1923 | 1924 | 1925 | 1926 | 1927 | 1928 | 1929 | 1930 | 1931 | 1932 | 1933 | 1934 | 1935 | 1936 | 1937 |
| ------------------- | ---- | ---- | ---- | ---- | ---- | ---- | ---- | ---- | ---- | ---- | ---- | ---- | ---- | ---- | ---- | ---- | ---- |
| Dampskibe           | 29   | 37   | 44   | 61   | 74   | 73   | 75   | 66   | 75   | 69   | 63   | 57   | 62   | 69   | 60   | 68   | 64   |
| Motorskibe          | 124  | 140  | 141  | 180  | 201  | 184  | 185  | 198  | 223  | 220  | 227  | 202  | 231  | 254  | 277  | 286  | 275  |
| Sejlskibe           | 33   | 41   | 28   | 25   | 11   | 1    | 1    | -    | -    | -    | -    | -    | -    | -    | -    | -    | -    |
| I alt               | 186  | 218  | 213  | 266  | 286  | 258  | 261  | 264  | 298  | 289  | 290  | 259  | 293  | 323  | 337  | 354  | 339  |

Opgjort efter tonnage var det derimod dampskibene, som vejede tungest. Allerede i 1921 udgjorde de 67,2% af den samlede tonnage, og denne andel var vokset til 69,7% i 1937.
| Fiskeflåden (reg.t.) | 1921   | 1922   | 1923   | 1924   | 1925   | 1926   | 1927   | 1928   | 1929   | 1930   | 1931   | 1932   | 1933   | 1934   | 1935   | 1936   | 1937   |
| -------------------- | ------ | ------ | ------ | ------ | ------ | ------ | ------ | ------ | ------ | ------ | ------ | ------ | ------ | ------ | ------ | ------ | ------ |
| Dampskibe            | 8.985  | 9.991  | 10.706 | 13.609 | 16.339 | 18.072 | 18.185 | 17.453 | 18.588 | 17.078 | 16.270 | 15.349 | 15.594 | 16.290 | 15.099 | 16.729 | 15.907 |
| Motorskibe           | 3.453  | 3.949  | 4.016  | 5.214  | 5.691  | 4.693  | 4.798  | 5.149  | 5.624  | 5.366  | 5.303  | 4.761  | 5.453  | 6.225  | 6.588  | 7.006  | 6.899  |
| Sejlskibe            | 938    | 1.335  | 930    | 745    | 328    | 35     | 51     | -      | -      | -      | -      | -      | -      | -      | -      | -      | -      |
| I alt                | 13.376 | 15.275 | 15.652 | 19.568 | 22.358 | 22.800 | 23.034 | 22.602 | 24.212 | 22.444 | 21.573 | 20.110 | 21.047 | 22.515 | 21.687 | 23.735 | 22.806 |

### Fangsten
Fiskeriet var samlet om tre hovedgrupper: torsk, hellefisk og lignende, sild samt rødfisk.
| Fisk (ton)                     | 1921   | 1922   | 1923   | 1924    | 1925    | 1926   | 1927    | 1928    | 1929    | 1930    | 1931    | 1932    | 1933    | 1934    | 1935    | 1936    | 1937    |
| ------------------------------ | ------ | ------ | ------ | ------- | ------- | ------ | ------- | ------- | ------- | ------- | ------- | ------- | ------- | ------- | ------- | ------- | ------- |
| Torsk, hellefisk og lignende   | 73.837 | 89.643 | 87.790 | 131.860 | 135.342 | 98.058 | 133.502 | 151.923 | 160.505 | 194.615 | 162.267 | 148.781 | 172.624 | 163.399 | 134.338 | 81.418  | 84.546  |
| Sild                           | 8.686  | 24.132 | 27.985 | 20.362  | 29.331  | 17.894 | 51.371  | 53.366  | 52.475  | 58.499  | 69.840  | 63.923  | 67.810  | 69.399  | 61.110  | 118.131 | 196.086 |
| Rødfisk                        | -      | -      | -      | -       | -       | -      | -       | -       | -       | -       | -       | -       | -       | -       | 66.580  | 335.796 | 135.397 |
| Lever af torsk og hajfisk (hl) | 44.493 | 63.727 | 60.011 | 121.471 | 137.280 | 81.279 | 132.598 | 156.495 | 110.086 | 120.329 | 89.641  | 99.139  | 119.535 | 111.729 | 109.607 | 83.705  | 83.824  |

## Fiskeriet i det 21. århundrede
I 1993 fangede Island 1.712.363 tons fisk, i 2003 1.979.545 tons fisk og i 2013 1.383.638 tons fisk. I 2013 var Island den 18. største fiskerination i verden. Af betydning for fiskeriet er Islands 758.000 km2 ekslusive fiskezone med nogle af verdens rigeste fiskeområder.
Specielt for Island er dets kvotesystem. Fiskekvoter fastsættes af fiskeriministeren efter indstilling fra det islandske Havforskningsinstitut for at sikre en optimal udnyttelse af de til enhver tid eksisterende fiskebestande. Kvoterne er baserede på fangstmængder. Fangstkvoterne fordeles på de enkelte skibe, oprindeligt efter disses historiske fangster. Nu er det imidlertid blevet muligt at handle med kvoterne, hvilken handel sker mellem rederierne indbyrdes. Ordningen indebærer, at kvoterne reelt samles på færre hænder, hvorfor det kan ramme de enkelte bygder, hvis et stedligt rederi sælger sin kvote. Endvidere er det svært for nye redere at etablere sig, da kvoterne kan være meget dyre at købe. Der har været forslag om, at kvoteejere skal betale en "ressourceskat". De nuværende kvoteafgifter er ret lave og dækker stort set kun statens omkostninger i forbindelse med ordningen. Nogen indkomstkilde for staten udgør de ikke.
Ved begyndelsen af det 21. århundrede var kun 4,1% sysselsatte i fiskeriet imod 23% i 1930-erne. Årsagen til den drastiske ændring var sildebestandens kollaps i 1970-erne. Til trods for sin beskedne betydning udgør fiskeri omkring 30% af mandetimerne uden for hovedstaden. Siden 1998 har antallet af mandetimer dog været stadigt faldende i hele landet. I stedet er service- og fremstillingssektorerne vokset.
Fiskerflåden udgør ca. 1.600 fartøjer, der med hensyn til fangstmængder er tre gange mere effektive end fartøjer i Norge. Siden omkring 1990 er fiskeriets andel af BNP omtrent halveret, men fiskerieksport udgør fortsat omkring 40% af eksportindtægterne.